# 公峨
公峨（1751年—1808年），字三峰，富察氏，满洲镶黄旗人，清朝政治人物、廪贡出身。

## 生平
由刑部笔帖式、主事升任山东青州知府，嘉庆四年任直隶天津道、云南按察使，嘉庆五年二月初五，由云南按察使调任廣西按察使。嘉庆七年十二月二十四（1803年1月17日），升任贵州布政使。嘉庆十二年任库车办事大臣，后革职发往乌鲁木齐效力赎罪，嘉庆十三年卒于任。

## 家族
- 妻子镶黄旗满洲高佳氏，根据中国第一历史档案馆的资料显示，公峩是协办大学士、一等男書麟的侄女婿。[5]
- 子惠存，嘉庆癸酉举人，哈密同知。